# Episodi di Maude (sesta stagione)
La sesta e ultima stagione della serie televisiva Maude è stata trasmessa negli Stati Uniti dal 12 settembre 1977 al 22 aprile 1978.
| nº | Titolo originale                              | Titolo italiano | Prima TV USA      | Prima TV Italia |
| -- | --------------------------------------------- | --------------- | ----------------- | --------------- |
| 1  | Maude's Guilt Trip                            |                 | 12 settembre 1977 |                 |
| 2  | Phillip and Sam                               |                 | 19 settembre 1977 |                 |
| 3  | The Flying Saucer                             |                 | 26 settembre 1977 |                 |
| 4  | Victoria's Boyfriend                          |                 | 3 ottobre 1977    |                 |
| 5  | Walter's Temptation                           |                 | 17 ottobre 1977   |                 |
| 6  | Phillip's Birthday Party                      |                 | 31 ottobre 1977   |                 |
| 7  | The Doctor's Strike                           |                 | 7 novembre 1977   |                 |
| 8  | The Ecologist                                 |                 | 14 novembre 1977  |                 |
| 9  | The Gay Bar                                   |                 | 3 dicembre 1977   |                 |
| 10 | Businessperson of the Year                    |                 | 12 dicembre 1977  |                 |
| 11 | Maude's Christmas Surprise                    |                 | 19 dicembre 1977  |                 |
| 12 | Maude's New Client                            |                 | 2 gennaio 1978    |                 |
| 13 | The Obscene Phone Call                        |                 | 16 gennaio 1978   |                 |
| 14 | Musical '78                                   |                 | 28 gennaio 1978   |                 |
| 15 | My Husband, the Hero                          |                 | 4 febbraio 1978   |                 |
| 16 | Maude's Foster Child                          |                 | 11 febbraio 1978  |                 |
| 17 | Vivian's Decision                             |                 | 18 febbraio 1978  |                 |
| 18 | Carol's Dilemma                               |                 | 25 febbraio 1978  |                 |
| 19 | Arthur's Grandson                             |                 | 4 marzo 1978      |                 |
| 20 | Mr. Butterfield's Return                      |                 | 11 marzo 1978     |                 |
| 21 | Phillip's Mature Romance                      |                 | 25 marzo 1978     |                 |
| 22 | Maude's Big Move: Part 1 o The Chinese Dinner |                 | 8 aprile 1978     |                 |
| 23 | Maude's Big Move: Part 2 o The Wake           |                 | 15 aprile 1978    |                 |
| 24 | Maude's Big Move: Part 3 o Washington         |                 | 4 aprile 1978     |                 |